# بيكسليهيث وكرايفورد (دائرة انتخابية في المملكة المتحدة)
بيكسليهيث وكرايفورد (بالإنجليزية: Bexleyheath and Crayford)‏ هي إحدى الدوائر الانتخابية في المملكة المتحدة الممثلة في مجلس العموم في برلمان المملكة المتحدة.
عضو البرلمان الذي يمثلها حالياً هو :Mr David Evennett (Con).